# Poliedru stelat

Hexaedru trunchiat stelat

În geometrie, un poliedru stelat este un poliedru care are o anumită calitate repetitivă de neconvexitate, conferindu-i o calitate vizuală asemănătoare unei stele.
Există două tipuri generale de poliedru stelat:
- Poliedre care se autointersectează în mod repetitiv.
- Poliedrele concave de un anumit tip la care vârfurile convexe și concave alternează sau sunt dispuse „în șa” într-un mod repetitiv. Din punct de vedere matematic, aceste forme sunt exemple de domenii stea.

De obicei studiile matematice ale poliedrelor stelate se ocupă de poliedrele regulate, uniforme sau duale ale poliedrelor uniforme. Toate aceste stele sunt de tipul care se autointersectează.

## Poliedre care se autointersectează

### Poliedre stelate regulate
Poliedrele stelate regulate sunt poliedre care se autointersectează. Pot avea fie fețele, fie figurile vârfurilor autointersectate.
Există patru poliedre stelate regulate, cunoscute sub numele de poliedrele Kepler–Poinsot. Simbolul Schläfli {p, q} descrie poliedre cu fețe cu p laturi și figuri ale vârfurilor cu q laturi. Două dintre ele au fețe în formă de pentagramă {5/2} și două au figuri ale vârfului în formă de pentagramă.

În aceste imagini este colorată galben o singură față pentru a sublinia porțiunea vizibilă a feței respective.

### Poliedre stelate uniforme și dualele lor
Există multe poliedre stelate uniforme, incluzând două serii infinite, de prisme, antiprisme și dualele lor.
Poliedrele stelate uniforme și dualele lor uniforme sunt, de asemenea, poliedre care se autointersectează. Ele pot avea fie fețe autointersectate, fie figuri ale vârfului autointersectate sau ambele.
Poliedrele stelate uniforme au fețe regulate sau fețe poligonale stelate regulate. Poliedrele stelate uniforme duale au fețe regulate sau figurile vârfurilor sunt poligoane stelate regulate.
| Poliedru uniform | Poliedru dual |
| --- | --- |
| Prisma pentagramică este un poliedru prismatic stelat. Este compus din două fețe pentagonale stelate {5/2} conectate prin cinci fețe pătrate {4} care se intersectează. | Bipiramida pentagramică este și ea un poliedru stelat, fiind dualul prismei pentagramice. Este tranzitivă pe fețe, fiind formată de zece triunghiuri isoscele care se intersectează. |
| Marele dodecicosaedru este un poliedru stelat format dintr-o singură figură a vârfului realizată de fețe hexagonale {6} și decagonale stelate {10/3}.                   | Marele dodecicosacron este dualul marelui dodecicosaedru. Este tranzitiv pe fețe, fiind format din 60 de fețe antiparalelogramice care se intersectează.                             |

### Stelări și fațetări

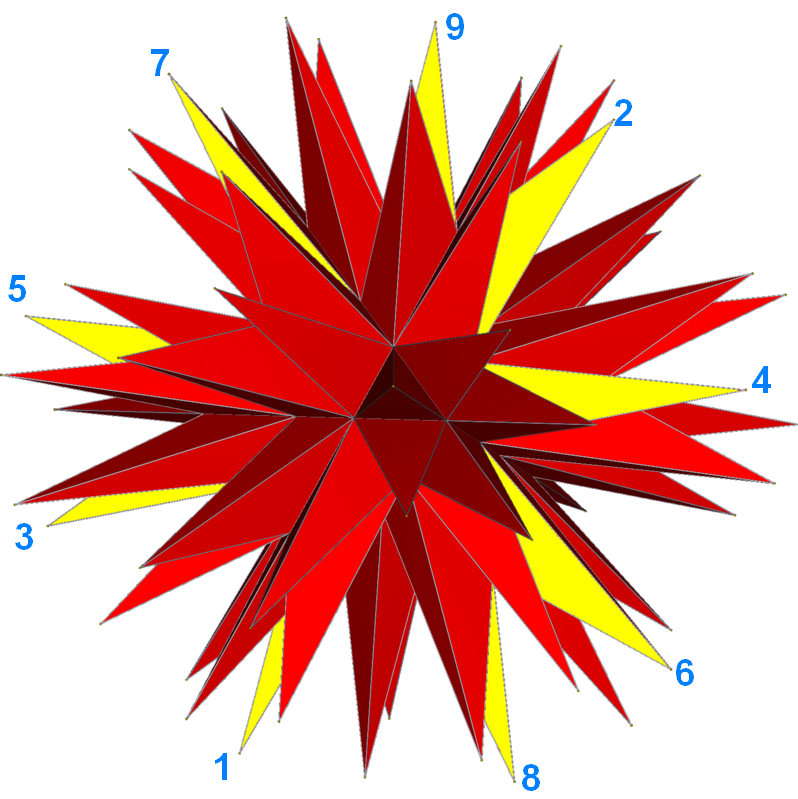
Icosaedru stelat final

În afară de formele de mai sus, există clase nelimitate de poliedre autointersectate (stele).
Două clase importante sunt stelarea poliedrelor convexe, respectiv dualele lor — fațetarea poliedrelor duale.
De exemplu, icosaedrul stelat final poate fi interpretat ca un poliedru autointersectat compus din 20 de fețe identice, fiecare un poligon stelat {9/4}. Alături este o reprezentare a acestui poliedru cu o față desenată în galben.

### Politopuri stelate

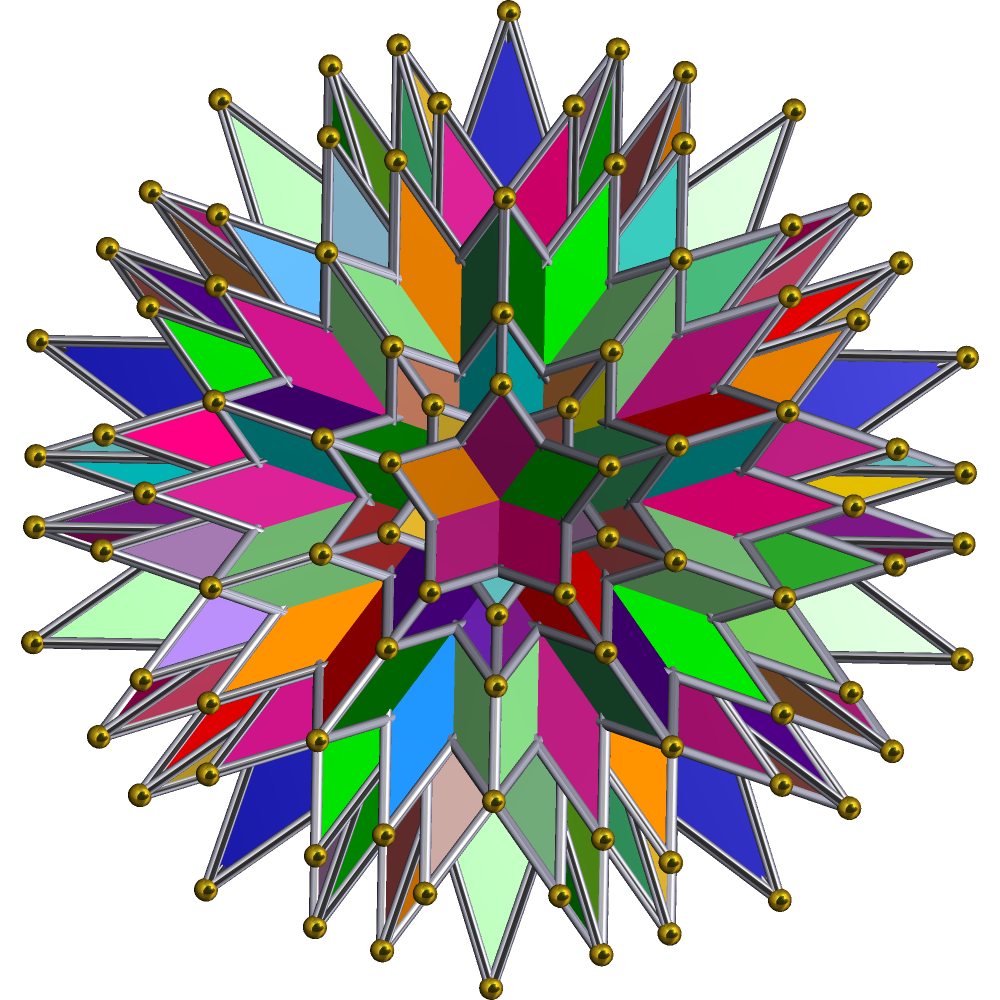
Proiecția bidimensională a marelui larg 120-celule stelat

Un politop în orice număr de dimensiuni care se intersectează în mod similar se numește politop stelat.
Un politop regulat {p,q,r,...,s,t} este un politop stelat dacă fațetele {p,q,...s} sale sau figurile vârfurilor {q,r,...,s,t} sunt politopuri stelate.
În patru dimensiuni, cele 10 4-politopuri stelate regulate sunt numite 4-politopuri Schläfli–Hess. Analog poliedrelor stelate regulate, aceste 10 sunt toate compuse din fațete care sunt fie unul din cele cinci poliedre platonice, fie unul din cele patru poliedre Kepler–Poinsot.
Un exemplu este marele larg 120-celule stelat, din figura alăturată.
Nu există politopuri stelate regulate în dimensiuni mai mari de 4.

## Poliedre stea

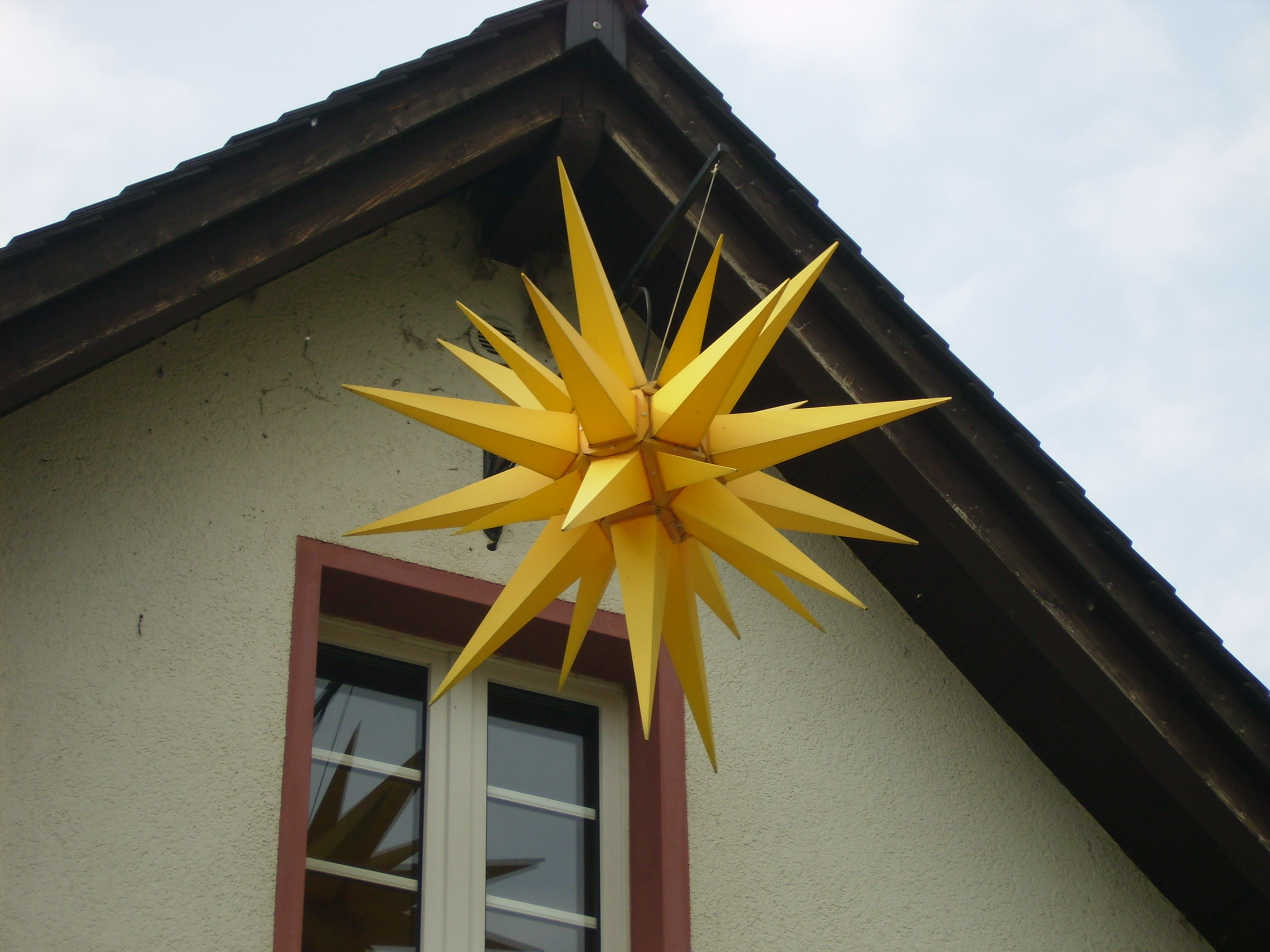
Steaua moravă în fața unei biserici

Un poliedru care nu se autointersectează, astfel încât tot interiorul poate fi văzut dintr-un punct interior, este un exemplu de domeniu stea. Porțiunile exterioare vizibile ale multor poliedre stea care nu se autointersectează formează limitele domeniilor lor stea, dar în ciuda aspectului lor similar, ca poliedre abstracte acestea au structuri diferite. De exemplu, micul dodecaedru stelat are 12 fețe pentagonale stelate, dar domeniul stea corespunzător are 60 de fețe triunghiulare isoscele și un număr corespunzător de vârfuri și muchii.
Formele poliedrelor stea apar în diferite tipuri de arhitectură, de obicei de natură religioasă. De exemplu, ele sunt văzute pe multe biserici baroce maghiare ca simboluri ale Papei care a ctitorit biserica. Aceste stele pot fi folosite și ca decorațiuni. Steaua moravă este folosită în ambele scopuri și poate fi construită în diferite forme.